# 막스 뇌터
막스 뇌터(독일어: Max Noether, 1844년 9월 24일 ~ 1921년 12월 13일)는 독일의 수학자다. 대수기하학에 공헌하였다. 또다른 유명한 수학자인 에미 뇌터의 아버지다.

## 생애
1844년 만하임에서 부유한 유대인 상인 가정에 태어났다. 뇌터 가족의 원래 이름은 자무엘(독일어: Samuel)이었으나, 아버지 대에 1809년 유대인 개명 법령에 의하여 뇌터(독일어: Noether)로 바뀌게 되었다. 아버지는 헤르만 뇌터(독일어: Hermann Noether), 어머니는 아말리아 뷔르츠부르거(독일어: Amalia Würzburger)였고, 5형재자매 중 세 번째였다.
14세 때 소아마비에 걸렸고, 이 때문에 평생 육체적 장애를 겪었다. 수학을 독학하여 1865년 하이델베르크 대학교의 교수가 되었고, 1888년 에를랑겐 대학교로 옮겼다.
1880년 부유한 유대인 상인 가정의 딸인 이다 아말리아 카우프만(Ida Amalia Kaufmann)과 혼인하였다. 1882년 장녀인 에미 뇌터가 태어났다. 에미는 훗날 아버지를 뛰어넘는 수학자가 된다. 1883년 태어난 둘째 알프레트(독일어: Alfred)는 화학을 공부하였으나 1918년 요절하였다. 1884년 태어난 셋째 프리츠(독일어: Fritz) 또한 수학자였다. 1889년 태어난 넷째 구스타프(독일어: Gustav)는 병약하였고, 1928년 사망하였다.
1921년 3월 12일 에를랑겐에서 사망하였다.

## 같이 보기
- 표준 선다발
- 곡면 리만–로흐 정리

## 참고 문헌
- Dick, Auguste (1981). 《Emmy Noether: 1882–1935》. Boston: Birkhäuser. ISBN 3-7643-3019-8.
- Lederman, Leon M.; Christopher T. Hill (2004). 《Symmetry and the Beautiful Universe》. Amherst: Prometheus Books. ISBN 1-59102-242-8. 다음 글자 무시됨: ‘리언 레더먼’ (도움말);